# Till It's Gone
«Till It's Gone» es una canción del artista estadounidense de hip hop Yelawolf, lanzado el 16 de septiembre de 2014 como segundo sencillo de su disco Love Story, que salió en febrero de 2015. La canción, además de ser incluida en el disco de Yelawolf, formó parte del track del disco recopilatorio Shady XV, compilación de varios artistas de Shady Records, sello discográfico del rapero Eminem.

## Desarrollo y producción
La canción se grabó en Blackbird Studios en Nashville (Tennessee), con el ingeniero de mezclas Matthew Hayes y el productor William "WLPWR" Washington, quienes también se hicieron cargo de la parte instrumental con los teclados, pads, la batería, las cuerdas y la programación; así como Mike Hartnett, quien realizó las tomas de la guitarra y el bajo. La canción se originó como un riff de guitarra acústica, que luego se colocó en bucle y se usó como respaldo de una letra que los autores describen rápida y escrita "en un par de horas", con un tono "oscuro y pantanoso".
La canción es un ejemplo de la mezcla del rock alternativo, el country y el hip hop. Yelawolf ha descrito la canción como "muy agresiva [...] y muy oscura", señalando que "está yuxtapuesta con la melodía y el gancho que tiene le da poder".

## Promoción y lanzamiento
El 16 de septiembre de 2014, "Till It's Gone" fue lanzado en iTunes como adelanto del disco que sacaría Yelawolf en febrero de 2015. Un mes después del lanzamiento del sencillo, se hacía público en YouTube el videoclip de la canción, filmado en las zonas pantanosas de Nueva Orleans y con una ambientación, montaje y fotografía que recuerda a los créditos iniciales de la primera temporada de True Detective.

## Recepción de la crítica
La respuesta de los medios a Till It's Gone fue generalmente favorable. Al revisar el álbum compilatorio Shady XV para RapReviews.com, Jesal Padania describió la canción como "un impresionante tour de force de un artista verdaderamente único". En su revisión del álbum completo de Yelawolf, Love Story, Drew Millard, de la revista Spin, dijo que la canción era un punto culminante del álbum, afirmando que "[suena] como una canción de skiffle que tocarían después de que alguien muriera en Nashville" y lo describió como evidencia de que Yelawolf es "uno de los mejores raperos más imaginativos a la hora de rapear". Chris Mench, de la revista Complex, también elogió Till It's Gone señalando que es "punzante" con un buen uso de las guitarras.

## Uso en la cultura popular
- La canción apareció en los tráiler de la película Black Mass y del videojuego Call of Duty: Black Ops III.
- Un remix de Dan Heath apareció en la banda sonora oficial del videojuego WWE 2K16.
- La canción apareció en la séptima temporada de la serie de televisión Sons of Anarchy.[8]
- La canción fue probada por LD Entertainment en los créditos de apertura de la película Jackie.

## Posición en listas
| Listas (2014)                                               | Posición más alta |
| ----------------------------------------------------------- | ----------------- |
| Australia (ARIA)                                            | 70                |
| Canadá (ARIA)                                               | 67                |
| Estados Unidos (Alternative Songs - Billboard)              | 25                |
| Estados Unidos (Bubbling Under Hot 100 Singles - Billboard) | 7                 |
| Estados Unidos (Hot Rap Songs - Billboard)                  | 25                |
| Estados Unidos (Hot R&B/Hip-Hop Songs - Billboard)          | 35                |
| Suecia (Sverigetopplistan)                                  | 88                |